# Лойггерн
Лойггерн (нім. Leuggern) — громада  в Швейцарії в кантоні Ааргау, округ Цурцах.

## Географія
Громада розташована на відстані близько 95 км на північний схід від Берна, 25 км на північний схід від Аарау.
Лойггерн має площу 13,8 км², з яких на 9,1% дозволяється будівництво (житлове та будівництво доріг), 47,4% використовуються в сільськогосподарських цілях, 37,1% зайнято лісами, 6,3% не є продуктивними (річки, льодовики або гори).

## Демографія
2019 року в громаді мешкало 2141 особа (+0,8% порівняно з 2010 роком), іноземців було 20,4%. Густота населення становила 156 осіб/км².
За віковим діапазоном населення розподілялося таким чином: 17,6% — особи молодші 20 років, 60,8% — особи у віці 20—64 років, 21,6% — особи у віці 65 років та старші. Було 914 помешкань (у середньому 2,3 особи в помешканні).
Із загальної кількості 1263 працюючих 115 було зайнятих в первинному секторі, 343 — в обробній промисловості, 805 — в галузі послуг.